# جون سكلنج
السير جون سكلنج (بالإنجليزية: John Suckling)‏، أشهر أعضاء الشعراء الفرسان. وهي جماعة ارتبطت ببلاط الملك تشارلز الأول ملك إنجلترا. قال عنه وليم كونجريف في أشهر قصيدة كوميدية له طريق العالم (1700) إنه طبيعي، وسهل الرضاعة. والرضاعة تشير إلى الحياة الهمجية التي كان يعيشها الشاعر. ومن بين مسرحيات سكلنج مسرحية أجلورا (1637)، ولقد تم نشر قصائده بعد أربع سنوات من وفاته، وذلك في مجموعة من كتاباته تحت عنوان فرجمينتا أوريا. وتتضح مقدرة سكلنج بوصفه ناقدًا أدبيًا في جلسة الشعراء (1637) وهي مراجعة شعرية للشعر في أيامه.
وُلد سكلنج في ميدلسيكس بإنجلترا، والتحق بالخدمة العسكرية. واتهم في عام 1641 بالتآمر للسيطرة على الجيش، فهرب إلى باريس ومات هناك. وربما مات منتحرًا بالسم.

## روابط خارجية
- جون سكلنج على موقع الموسوعة البريطانية (الإنجليزية)
- جون سكلنج على موقع إن إن دي بي (الإنجليزية)
- جون سكلنج على موقع ديسكوغز (الإنجليزية)